# Szuachewi (gmina)
Gmina Szuachewi (gruz. შუახევის მუნიციპალიტეტი) – jednostka administracyjna adżarskiej republiki autonomicznej w Gruzji. Siedzibą gminy jest osiedle typu miejskiego Szuachewi. 

## Położenie
Gmina położona jest w centralnej części Adżarii.

## Ludność
Na podstawie danych statystycznych z 2024 roku gminę Szuachewi zamieszkuje 14 500 osób. 